# Ceblepyris
Ceblepyris (лат.) — род птиц в семействе личинкоедовых (Campephagidae). Представители рода распространены в Африке, на Мозамбике и Коморских островах. Ранее представителей рода включали в состав рода Coracina, который был разделен на основании результатов молекулярно-филогенетического исследования, опубликованного в 2010 году, и пять видов были переведены в восстановленный род Ceblepyris. 

## Классификация
В состав рода включают пять видов:
| Изображение | Русское название      | Научное название                       | Распространение                  |
| ----------- | --------------------- | -------------------------------------- | -------------------------------- |
|             | Ceblepyris cinereus   | Мадагаскарский сорокопутовый личинкоед | Мадагаскар                       |
|             | Ceblepyris cucullatus |                                        | Коморские острова                |
|             | Ceblepyris graueri    | Серебристый сорокопутовый личинкоед    | Демократическая Республика Конго |
|             | Ceblepyris pectoralis | Белогрудый сорокопутовый личинкоед     | Африка южнее Сахары              |
|             | Ceblepyris caesius    | Лесной сорокопутовый личинкоед         | южная и центральная Африка       |